# كلاش (شبستر)
كلاش هي قرية في مقاطعة شبستر، إيران. عدد سكان هذه القرية هو 343 في سنة 2006.